# Gigaset
Gigaset— раніше відома як Siemens Home and Office Communication Devices, є німецькою багатонаціональною корпорацією, розташована в Бохольті, Німеччина. Більш активна у сфері комунікаційних технологій, виробляє телефони DECT.
5 квітня 2024 року Vtech Holdings Limited завершила придбання компанії.

## Історія
Gigaset Communications GmbH — «дочірня компанія» Gigaset AG. Утворена 1 жовтня 2005 як Siemens Home and Office Communication Devices GmbH & Co.
29 липня 2008 Siemens AG і німецька ARQUES Industries AG підписали угоду про передачу 80,2% акцій Siemens Home and Office Communication Devices GmbH & Co компанії ARQUES з 1 жовтня 2008. Згодом компанія ARQUES в прес-релізі від 9 грудня 2010 року оголосила, що досягнута угода про викуп частки, що залишилася акцій в 19,8% у Siemens AG. 18 лютого 2011 сама ARQUES Industries AG, рішенням позачергових ради директорів, змінила свою назву на Gigaset AG.
Компанія розробляла, виробляла і займалася дистрибуцією сімейства продуктів Gigaset, використовуючи торгову марку Siemens, включаючи бездротові телефони стандарту DECT, традиційні телефони фіксованого зв'язку та телефони Voice over IP (VoIP), а також пристрої широкосмугового доступу і кінцеві пристрої для домашніх мультимедійних систем.
1 липня 2009 завершена угода з продажу бізнесу з виробництва пристроїв широкосмугового доступу і кінцевих пристроїв для домашніх мультимедійних систем французької компанії Sagem Communications. Gigaset Communications припинило використання торгової марки Siemens у зв'язку із закінченням терміну ліцензійної угоди, і продовжує випуск продукції під брендом Gigaset .
У 2017 році в компанії було 930 співробітників, дохід склав 293 мільйони євро, а продажі здійснювалися приблизно в 70 країнах.
У січні 2024 року було оголошено, що Gigaset та його активи будуть придбані VTech ; ця трансакція була завершена через три місяці.

## Продукти та послуги
Gigaset створює численні продукти для дому та малого офісу:
- Бездротові телефони: компанія Gigaset, що спеціалізується на технології DECT і Cat-iq, є лідером європейського ринку і пропонує широкий вибір бездротових телефонів (900 МГц, 2,4 ГГц і DECT).
- Смартфони: Gigaset GS160, Gigaset GS270, GS290, GX290,GS3,GS4, GS5
- Функціональний телефон Gigaset GL7 Розкладний телефон із програмами та доступом до Інтернету, WhatsApp, Facebook, YouTube, Google Assistance із мовленням, Google Maps, GPS, FM-радіо: роз’єм для навушників 3,5 мм, функція SOS для виклику екстреного виклику (дзвінок до 5 попередньо визначених номерів) телефонні номери), ключ WhatsApp, Dual nanoSIM + окремий слот для карти пам'яті, карта пам'яті Micro-SDHC до 128 ГБ, 2 МП камера, WiFi 2,4 ГГц, Bluetooth 4.2, USB-C, GSM / 2G: 850 / 900 / 1800 / 1900 МГц, UMTS / 3G: 900 / 2100 МГц, LTE / FDD / 4G: 800 / 1800 / 2100 / 2600 МГц, KaiOS 2.5.3.2 [10] [11]
- Телефони VoIP: доступні різні бездротові (DECT) продукти VoIP. Деякі продукти пропонують безкоштовні дзвінки через мережу SIP gigaset.net.
- Дротові телефони: Компанія реалізує аналогові телефони торгової марки «Євросеть».
- Бізнес-телефонія: дротові та бездротові телефони DECT/Cat-iq на базі VoIP, ретранслятори та рішення IP-АТС для малих і середніх підприємств, що продаються під брендом «Gigaset pro».
- Розумний дім / безпека: продається під брендом «Gigaset elements». Типова система складається з базової станції, датчика руху, датчика диму, дверей і вікон, а також сирени і камери. Система також пропонує штекер і кнопку, які можна використовувати для керування електричними пристроями в будинку. Пристрої підключаються до базової станції через DECT Ultra Low Energy (DECT-ULE), а база (домашній шлюз) підключається до Інтернету через дротову локальну мережу. Користувач має можливість отримувати сповіщення на свій смартфон за допомогою спеціального додатку (доступний для Android та iOS).
- Останні бездротові телефони Gigaset і Gigaset pro підтримують Cat-iq 2.0 з HD Voice, що дозволяє здійснювати високоякісні дзвінки з частотною характеристикою до 7 кГц на телефонах VoIP/SIP і домашніх шлюзах, використовуючи широкосмуговий аудіокодек G.722 (який отримав назву High Definition Sound Performance (HDSP) від Gigaset).
- Eco Dect і Eco Dect Plus — це енергозберігаючі технології, які використовує Gigaset[3]. Економія електроенергії на 60-80% доступна за допомогою комбінації блоку живлення з низьким споживанням енергії, зменшення потужності передачі шляхом регулювання потужності передачі відповідно до відстані трубки до базової станції та повного вимкнення передачі радіохвиль, коли слухавка знаходиться в док-станції та заряджається або перебуває в режимі очікування. Зелений домашній логотип вказує на те, що продукт має ці функції.